# 8751 Nigricollis
8751 Nigricollis eller 2594 P-L är en asteroid i huvudbältet som upptäcktes den 24 september 1960 av den nederländsk-amerikanske astronomen Tom Gehrels och det nederländska astronomparet Ingrid van Houten-Groeneveld och Cornelis Johannes van Houten vid Palomarobservatoriet. Den är uppkallad efter fågeln Svarthalsad dopping.
Den tillhör asteroidgruppen Koronis.